# Sambhaji

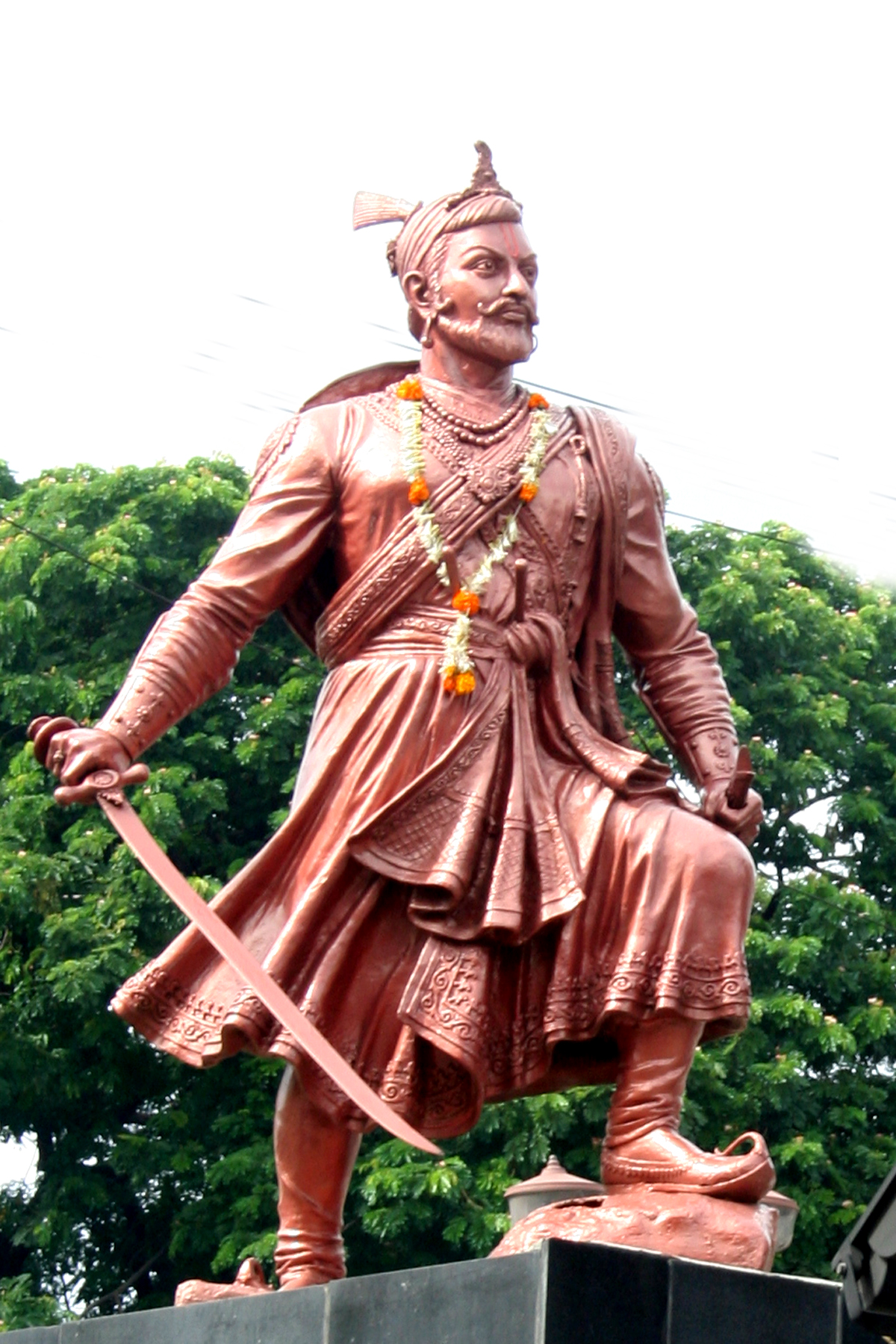
Sambhaji

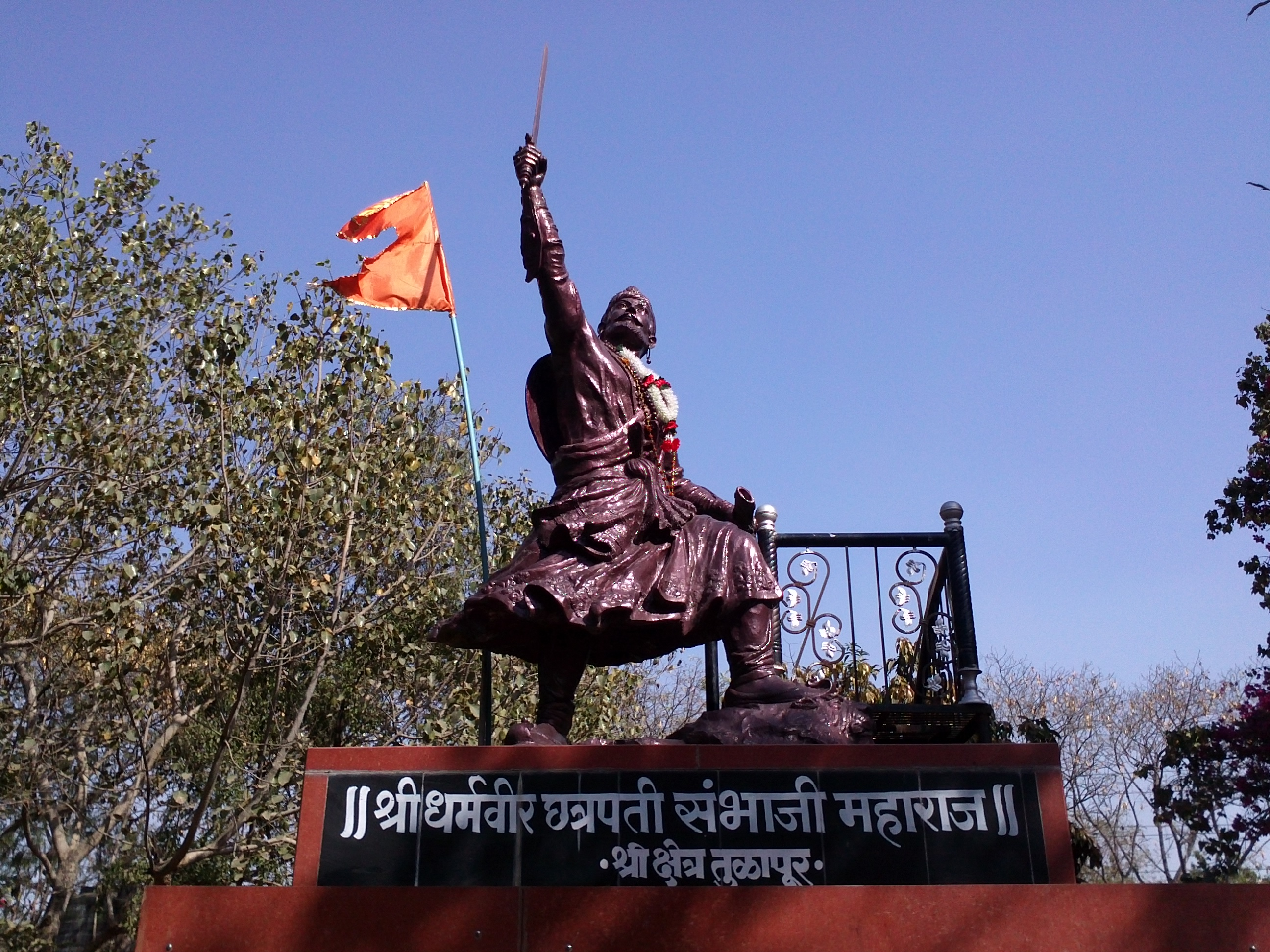
Sambhaji Maharaj

Sambhajiraje Bhonsle, född 14 maj 1657, död 11 mars 1689, var de indiska marathernas kung efter fadern Shivaji 1680. 
Under striderna med stormogulen Aurangzeb, som invaderade Deccan 1682, tillfångatogs Sambhaji 1688 i ett bakhåll. Trots att han torterades svårt och stympades av Aurangzeb, vägrade han avsvära sig sin tro och övergå till islam. Efter några dagars tortyr omkom han. Hans död som hinduiskt trosvittne förärade honom titeln Dharmaweer.
Han efterträddes som kung av yngre brodern Rajaram. 